# Nano (cantante)
Nano (ナノ, estilizado como nano) es una cantante que originalmente subía música a las plataformas multimedia YouTube y Niconico antes de ser contratada por una compañía discográfica.

## Biografía
Nano nació el 12 de julio, de 1988 en Nueva York, pero más tarde volvió a Japón. Por lo tanto, algunos covers de Nano son etiquetados como "Retornados" (帰国子女が).
Nano publicó covers de Vocaloid, anime y las canciones de Avril Lavigne en línea, primero en YouTube y más tarde en el sitio japonés Niconico. Es bilingüe y a veces escribe letras en inglés en sus covers, dándoles un tacto occidental sin perder el estilo original. Finalmente esto llevó a un contrato de grabación con la marca más grande japonesa, Flying Dog. El álbum de debut Nanoir fue publicado el 14 de marzo de 2012. Su primera actuación en directo fue el 16 de marzo de 2013.
Ha grabado temas originales para varias series de anime, como Now or Never para Phi Brain: Puzzle of God; No Pain, No Game y Exist para Btooom!, Savior of Song (con My First Story) para Arpeggio of Blue Steel, Born To Be para Magical Warfare, Sable para M3 the dark metal, DREAMCATCHER para Mahō Shōjo Ikusei Keikaku y Rock On Para la primera película de Arpeggio of Blue Steel, Arpeggio of Blue Steel: Ars Nova DC.
Algunas otras obras de Nano comercialmente destacadas incluyen:
- "Destiny: 12 Kaime no Kiseki" como la apertura del juego de PlayStation Portable llamado Conception: Ore no Kodomo o Undekure!.
- "Silence" (silencio) como tema del canal de horror japonés Den Of Horror: Horror no Sokutsu!
- "Happy Ending Simulator" como tema del juego de arcade Gunslinger Stratos 2.
- "Scarlet Story" (Historia escarlata) como tema para el espectáculo de títeres de televisión japonés Sherlock Holmes.
- "Infinity≠Zero" como tema para la película de japonesa Bakumatsu Kokosei.
- "Paralyze:D" como tema del juego Re:Vice[D] para PlayStation Vita.
- "Identity Crisis" y "Restart" para el videojuego Warriors Orochi.
- "Mirror, Mirror" para juego Bad Apple Wars de PlayStation Vita.
- "INFERNO" como tema musical de Gira Husty de la serie de televisión tokusatsu japonesa Ohsama Sentai King-Ohger.

## Discografía

### Álbumes

#### Estudio
| Año  | Información                                                  | Posición en Oricon |
| ---- | ------------------------------------------------------------ | ------------------ |
| 2012 | Nanoir - Publicado: 14 de marzo de 2012                      | 12                 |
| 2013 | N - Publicado: 27 de febrero de 2013                         | 8                  |
| 2015 | Rock On. - Publicado: 28 de enero de 2015                    | 6                  |
| 2017 | The Crossing - Publicado: 31 de mayo de 2017                 | ?                  |
| 2018 | Star light, Star bright - Publicado: 21 de noviembre de 2018 | ?                  |

#### Directo
| Año  | Información                                          | Posición en Oricon |
| ---- | ---------------------------------------------------- | ------------------ |
| 2013 | Remember your Color. - Publicado: 5 de junio de 2013 | 24                 |

#### Remix
| Año  | Información                                     | Posición en Oricon |
| ---- | ----------------------------------------------- | ------------------ |
| 2016 | Nano's Remixes - Publicado: 13 de julio de 2016 | 50                 |

### Singles
| 2012                                      | "Now or Never" - Publicado: 23 de mayo de 2012              | 25 | N            |
| 2012                                      | "No Pain, No Game" - Publicado: 10 de octubre de 2012       | 11 | N            |
| 2013                                      | "Nevereverland" - Publicado: 6 de abril de 2013             | —  | N            |
| 2013                                      | "SAVIOR OF SONG" - Publicado: 30 de octubre de 2013         | 10 | Rock on.     |
| 2014                                      | "Born to Be" - Publicado: 19 de febrero de 2014             | 19 | Rock on.     |
| 2014                                      | "INFINITY≠ZERO / SABLE" - Publicado: 23 de julio de 2014    | 31 | Rock on.     |
| 2015                                      | "Bull's Eye" - Publicado: 28 de octubre de 2015             | 29 | The Crossing |
| 2016                                      | "DREAMCATCHER" - Publicado: 2 de noviembre de 2016          | 45 | The Crossing |
| 2017                                      | "MY LIBERATION / PARAISO" - Publicado: 2 de febrero de 2017 | 33 | The Crossing |
| "—" lanzamientos que no se representaron. |                                                             |    |              |